# Off the Wall (singel)
Off the Wall – utwór amerykańskiego piosenkarza Michaela Jacksona z albumu o tym samym tytule. Utwór został wydany jako trzeci singel z albumu na wiosnę 1980. Utwór nie dotarł do miejsca pierwszego na liście Billboard Hot 100, ale stał się kolejnym singlem z albumu, który znalazł się w pierwszej dziesiątce (w sumie było ich cztery). „Off the Wall” to kompozycja Roda Tempertona.
Utwór był wykonywany na żywo przez Jacksona na trasach The Jacksons (Triumph Tour oraz Victory Tour) i solowej trasie artysty Bad World Tour.

## Lista utworów
Singiel (Wlk. Brytania)
| 1. | „Off the Wall”          | 4:06  |
|    |                         |       |
| 2. | „Working Day and Night” | 5:04  |
|    |                         |       |
|    |                         | 09:10 |
|    |                         |       |
Singiel (USA)
| 1. | „Off the Wall”     | 3:47  |
|    |                    |       |
| 2. | „Get on the Floor” | 4:37  |
|    |                    |       |
|    |                    | 08:24 |
|    |                    |       |

## Informacje szczegółowe
- Słowa i muzyka: Rod Temperton
- Produkcja: Quincy Jones
- Wokale: Michael Jackson
- Bas: Louis Johnson
- Perkusja: John Robinson
- Gitary: David Williams i Marlo Henderson
- Syntezator i fortepian: Greg Phillinganes
- Programowanie syntezatora: Michael Boddicker
- Syntezator i programowanie syntezatora: George Duke
- Instrumenty perkusyjne: Paulinho Da Costa
- Aranżacja sekcji dętej: Jerry Hey
  - Wykonanie: The Seawind Horns:
    - Trąbka i skrzydłówka: Jerry Hey
    - Saksofon altowy i tenorowy oraz flet: Larry Williams
    - Saksofon barytonowy i tenorowy oraz flet: Kim Hutchcroft
    - Puzon: William Reichenbach
    - Trąbka: Gary Grant
- Aranżacja wokalna i rytmiczna: Rod Temperton